# شربيل
الشَرْبِيل أو النَّهْب أو الشَّراز (الاسم العلمي: Kleinia)، جنس نباتات عشبية أو مخشوشبة مُزهرة إفريقية من فصيلة النجمية. تحتوي على حوالي 50 نوعًا وتنتشر في جزر الكناري، وفي جميع أنحاء إفريقيا المدارية إلى الهند والجزيرة العربية. ترتبط ارتباطًا وثيقًا بجنس الشيخة، إلا أنه يتميز عنه في المقام الأول بوجود سيقان و/ أو أوراق عصارية.